# غوندوز كيليتش
غوندوز كيليتش (بالتركية: Gündüz Kılıç)‏، من مواليد 29 أكتوبر 1918، وتوفي بتاريخ 17 مايو 1980، هو لاعب كرة قدم تركي معتزل، لعب لعدة أندية، ومنها ناديي غلطة سراي وبشكتاش، كما مثل مع زملائه لمنتخب التركي لدورة الألعاب الأولمبية لمدينة برلين عام 1936 ومدينة لندن عام 1948.